# Ozarba nigrifascia
Ozarba nigrifascia är en fjärilsart som beskrevs av W. Warren 1913. Ozarba nigrifascia ingår i släktet Ozarba och familjen nattflyn. Inga underarter finns listade i Catalogue of Life.